# Zolitūde
Zolitūde est un voisinage de la banlieue de Zemgale à Riga en Lettonie.

## Géographie
Il borde les quartiers de Beberbeķi, Imanta, Šampēteris, Pleskodāle et Mūkupurvs. 
Les limites du quartier de Zolitūde sont les rues Kārļa Ulmanias gatve, Gaviezes iela, Čuguna iela, Jāņa Endzelīna iela, Jūrkalnes iela, ainsi que la ligne de Torņakalns à Tukums II.
La superficie totale du quartier de Zolitūde est de 2,888 km2, soit à peine plus de la moitié de la superficie moyenne des quartiers de Riga.

## Transports
- Bus: 	4z, 8, 32, 43. 44, 46, 53, 56, 63
- Train : Gare de Zolitūde (lv) et Gare d'Imanta (lv)